# Charles Seronei Kibiwott
Charles Seronei Kibiwott (* 8. August 1974 in Kenia) ist ein ehemaliger kenianischer Marathonläufer.
Kibiwott war Polizist und zunächst Fußballspieler. Erst 2000 gab er den Fußballsport auf und fing mit dem Laufen an.
2002 und 2003 gewann er den Reims-Marathon. 2005 wurde er Vierter beim Frankfurt-Marathon in 2:08:36, mit nur sieben Sekunden Rückstand auf den Sieger Wilfred Kibet Kigen.
2006 steigerte er als Dritter beim Rotterdam-Marathon seine Bestzeit auf 2:06:52. Beim Chicago-Marathon belegte er allerdings verletzungsbedingt nur den 13. Platz. 2008 wurde er Fünfter beim Seoul International Marathon.
Kibiwott gehörte ab 2005 zu KIMbia, der Trainingsgruppe von Dieter Hogen.